# Drets de naixement
"Drets de naixement" (títol original en anglès "Birthright") és un episodi en dues parts que es va emetre com els episodis 16è i 17è de la sisena temporada de la sèrie de televisió de ciència-ficció estatunidenca Star Trek: La nova generació, i el 142è i 143è de tota la sèrie. Foren dirigits per Winrich Kolbe i Dan Curry. Es van emetre originalment el 22 de febrer i l'1 de març de 1993 en redifusió als Estats Units.
Ambientada al segle XXIV, la sèrie segueix les aventures de la tripulació de la nau de la Flota Estel·lar de la Federació Enterprise-D sota el comandament del capità Jean-Luc Picard. En aquest episodi, Worf i Data busquen saber més sobre els seus pares: Worf visitant un món dins del territori romulà i Data a través d'un programa de somnis recentment descobert.
A la primera part, l'Enterprise 1701-D visita Espai Profund 9, que es va presentar al programa que s'emetia simultàniament ambientat al mateix univers de ciència-ficció, Star Trek: Deep Space Nine. Diversos actors i decorats d'aquella sèrie apareixen en aquest episodi de Star Trek: La nova generació.

## Argument

### Part I
Mentre l'Enterprise està atracada a Espai Profund 9, proporcionant assistència en la reparació dels aqüeductes bajorans, Worf és abordat per un agent d'informació yridià, Jaglom Shrek (James Cromwell), que afirma que el pare de Worf no va ser assassinat a Khitomer, sinó que és viu en un camp de presoners romulà. Com que la captura de Mogh deshonraria Worf i el seu propi fill, Worf és reticent a creure l'afirmació de l'alienígena, però això el molesta. Tanmateix, després d'un accident, Data té una experiència onírica que involucra el seu creador, Noonien Soong, i Data s'acosta a Worf per preguntar-li sobre una vegada que el mateix Worf va tenir una al·lucinació durant un ritual klíngon. Worf s'adona que és important saber la veritat sobre el seu pare.
Data continua investigant el significat del seu somni. Geordi i el Dr. Julian Bashir (director mèdic de DS9) recreen a contracor l'experiment que va causar el somni (una aventura perillosa que podria danyar Data permanentment). Data té la mateixa experiència, que continua amb una conversa entre Data i el Dr. Noonien Soong, el seu creador. Soong anima Data a continuar somiant. Despert, Data arriba a la conclusió que el Dr. Soong va preprogramar la capacitat de somiar anticipant-se a activar-la ell mateix. La càrrega d'energia de l'experiment simplement va activar aquesta funció. Data planeja llavors passar un breu període cada dia experimentant aquests somnis.
Worf sospita que la informació sobre el seu pare és un engany i obliga l'yridià reticent a portar-lo ell mateix al camp de presoners. A causa del perill que comporta, Worf fa l'últim tram del viatge sol a peu, on troba els klíngons movent-se lliurement amb els romulans. Acorrala un dels klíngons, que li informa que el seu pare va morir a la batalla de Khitomer, tal com ell pensava, cosa que significa que l'honor familiar de Worf està intacte. Quan Worf s'ofereix a alliberar els presoners klíngons, insisteixen a quedar-se. Com que ell coneix l'existència i la ubicació del camp, insisteixen que també s'ha de quedar. Dos romulans armats apareixen per evitar que Worf marxi.

### Part II
La segona part tracta completament de Worf al recinte penitenciari romulà. Worf està desconcertat per la manca de desig dels klíngons d'escapar, però els ancians expliquen que no és una presó en el sentit convencional: com que tornar seria una gran deshonra per a les seves famílies, que han assumit que els guerrers van morir a la batalla, han optat per quedar-se. Ara viuen una vida pacífica al costat dels seus antics captors romulans i poden moure's lliurement pel planeta. Tanmateix, a Worf no se li permet marxar per mantenir el secret del recinte. Descobreix, per al seu disgust, que alguns romulans i klíngons fins i tot s'han casat entre ells i han tingut fills híbrids.
Worf inspira els joves klíngons, que van néixer al recinte i no saben res del seu patrimoni, a ser curiosos. Els ensenya mites klíngon, arts marcials, caça i altres elements de la seva cultura. El cap romulà, Tokath i els ancians klíngons es preocupen cada cop més per la influència de Worf en l'equilibri de la colònia. Mentrestant, Worf desenvolupa sentiments romàntics per Ba'el, una jove klíngon: inicialment no sap que és filla de Tokath, després se sent consternat, però finalment li demana disculpes. Tokath explica a Worf que va renunciar a la seva carrera militar per dirigir el recinte i valora aquesta inusual pau romulana/klingon, tot i que confinada a un planeta remot. Worf respon que els joves klíngons tenen dret a la seva herència. Finalment, Tokath ofereix a Worf una opció: viure entre ells segons les seves normes o ser executat. Worf tria la mort, que és honorable per a un klíngon, cosa que molesta Ba'el. L'endemà al matí, durant l'execució de Worf, els joves klíngons que ha inspirat decideixen de sobte aixecar-se i morir amb ell, inclosa Ba'el. Sense voler matar-los a tots, Tokath permet que Worf i els joves klíngons marxin. Un au de guerra romulà els porta a l'"Enterprise", que havia estat buscant Worf des de la seva desaparició del "DS9". El capità Picard pregunta llavors a Worf si el seu pare estava retingut al camp de presoners, al que Worf respon que el seu pare va morir en batalla com havia pensat, que ningú va sobreviure a Khitomer i que no hi havia cap camp de presoners; els joves klíngons van ser supervivents d'un accident de transbordador quatre anys abans. El capità Picard assenteix amb el cap i diu "Ho entenc", insinuant que sospita que el camp existeix, però que està disposat a no perseguir la seva recerca.

## Repartiment i doblatge al català
La sèrie va ser doblada al català pels estudis Tramontana (primera part) i Soundtrack (segona part) i emesa a TV3 l’any 1991. Els dobladors de l'episodi foren:
| Personatge      | Actor/actriu       | Veu en català         |
| --------------- | ------------------ | --------------------- |
| Jean-Luc Picard | Patrick Stewart    | Joan Crosas           |
| William Riker   | Jonathan Frakes    | Antoni Forteza        |
| Data            | Brent Spinner      | Joaquim Sota          |
| Geordi La Forge | LeVar Burton       | Aleix Estadella       |
| Worf            | Michael Dorn       | Enric Arquimbau       |
| Beverly Crusher | Gates McFadden     | Aurora Garcia         |
| Deanna Troi     | Marina Sirtis      | Alicia Laorden        |
| Julian Bashir   | Alexander Siddig   | Francesc Figuerola    |
| Jaglom Shrek    | James Cromwell     | Jordi Vilaseca        |
| Gi'ral          | Christine Rose     | Roser Huguet          |
| Ba'el           | Jennifer Gatti     | Maria Josep Guasch    |
| L'Kor           | Richard Herd       | Pepe Antequera        |
| Tokath          | Alan Scarfe        | Joan Massotkleiner    |
| Toq             | Sterling Macer Jr. | Albert Trifol Segarra |

## Producció
"Drets de naixement, Part I" és un episodi crossover amb alguns dels personatges de Star Trek: Deep Space Nine, així com la primera vegada que l'uniforme del DS9 apareix a Star Trek: la nova generació (la tripulació del TNG més tard portaria aquests uniformes a Star Trek: Generations juntament amb els uniformes del TNG) i la primera vegada que l'estació espacial Espai Profund 9 apareix fora de Star Trek: Deep Space Nine, cosa que no tornaria a succeir fins a "El Guardià", l'episodi d'estrena de Star Trek: Voyager.
La Trama A d'aquesta història derivava de dues premisses separades. Una, plantejada per George Brozak, es referia als klíngons capturats massa orgullosos per tornar a casa. L'altra, de Daryl F. Mallett, Arthur Loy Holcomb i Barbra Wallace, tractava de la notícia que el pare de Worf, Mogh, encara podria ser viu després de Khitomer.
A suggeriment del productor creador Michael Piller, la història es va convertir en un episodi doble. Piller va considerar que un sol episodi era massa curt per explicar la història completament. No obstant això, encara calia una trama B per a un episodi doble. L'equip de guionistes finalment va decidir que havia de girar al voltant de Data. La Trama B que involucra els somnis de Data només apareix a la "Part I" per omplir aquest episodi, sense continuació a la "Part II", després que es decidís acabar la "Part I" amb la captura de Worf.
L'estrella convidada Richard Herd havia aparegut anteriorment en altres sèries de televisió de ciència-ficció, com ara al repartiment principal de la minisèrie original de V i una aparició com a convidat a El salt (Quantum Leap). "Drets de naixement" va marcar la seva primera aparició a la franquícia Star Trek, on va interpretar el klíngon L'Kor, el líder del grup que havia estat capturat pels romulans. Inicialment, es pretenia que el personatge fos revelat com el pare de Worf, Mogh, va explicar Herd: "Al guió original, jo era el pare de Worf. Aquesta va ser la seva idea inicial, però després [els productors] van decidir que seria massa complicat". El paper requeria que es passés tres hores de maquillatge cada dia, però va dir: "M'ho vaig passar tan bé que m'encantaria fer un altre Star Trek". Més tard va ser escollit per a un paper recurrent a Star Trek: Voyager com a l'almirall Owen Paris, el pare de Tom Paris.
"Drets de naixement, Part II" va ser l'únic episodi dirigit pel supervisor d'efectes visuals Dan Curry. Curry era el supervisor d'efectes visuals de la sèrie i normalment feia de director de la segona unitat.
La pintura mat del lloc avançat dels supervivents de la massacre de Khitomer es va reutilitzar més tard com la vila bajorana a l'episodi de Star Trek: Deep Space Nine "Storyteller".
Brent Spiner interpreta dos papers en aquest episodi: el de Data i el del creador de Data, el Dr. Noonien Soong.

## Recepció
Keith DeCandido va qualificar la primera part de "Drets de naixement" el 2012 a tor.com com un episodi excepcional de "Star Trek: la nova generació", que desenvolupa enormement els dos personatges Worf i Data. Va destacar tres converses clau: la primera és la que té lloc entre Bashir i Data, en què Bashir està principalment interessat en els aspectes aparentment banals de l'existència de Data, com ara el creixement del seu cabell. La segona és la que hi ha entre Data i Picard, en què Picard deixa clar a Data que té la seva pròpia cultura. El tercer és el que hi ha entre Data i Worf, en què tots dos finalment s'adonen que han d'anar a la recerca dels seus pares. DeCandido va qualificar la segona part com un dels millors episodis de la sèrie i una de les seves històries de ciència-ficció preferides de tots els temps. El que li va atreure especialment va ser que la humanitat no hi juga cap paper, sinó que la història gira completament al voltant de dues cultures extraterrestres. Per a DeCandido, Worf i Tokath són una gran parella d'oposats, perquè tots dos tenen raó i s'equivoquen en les seves opinions. Worf introdueix els joves klíngons a la seva cultura, però finalment es comporta de manera racista envers els romulans i Ba'el. Tokath ha aconseguit crear una comunitat en què romulans i klingons conviuen pacíficament, però continua sent una presó i només funciona mitjançant la supressió de la naturalesa klíngon. DeCandido va elogiar el guionista René Echevarria per entendre que la narració d'històries és la base de tota cultura i per fer avançar la trama de l'episodi fent que Worf presentés als joves klíngons històries i cançons de la seva terra natal.
El 2011, The A.V. Club va qualificar tant la primera part de Drets de naixement com a "B+" com la segona part amb una "B", tot i assenyalar el tema dels pares. Van considerar que la primera meitat era més forta que la segona, però que els episodis són força diferents. Expliquen que van sentir que la primera part tenia una bona configuració que va plantejar molts dubtes, però van sentir que aquesta construcció no es va resoldre realment a la segona part de manera satisfactòria, i moltes preguntes plantejades a la primera part no es van respondre en absolut a la seqüela.
El 2019, una llista publicada a Screen Rant va classificar un personatge introduït en aquest episodi, Ba'el, com el cinquè romulà més important de la franquícia Star Trek, assenyalant també la seva herència alienígena romulana i klíngon. Aquest episodi és conegut per representar un camp de presoners romulans, cosa que connecta amb altres elements argumentals de la història del personatge de Worf i de l'episodi. Tanmateix, l'autor d'una altra llista a Screen Rant va considerar que el romanç entre Worf i Ba'el era un dels romanços puntuals negatius de la sèrie, en particular van criticar Worf per "ser un ximple" sobre l'herència de Ba'el.
"Drets de naixement" també va ser recomanat per una altra llista a Screen Rant com a fons sobre el personatge Data, per a la sèrie Star Trek: Picard. L'autor assenyala com "Dtrets de naixement" examina el programa de somni de Data.

## Llançaments
L'episodi es va publicar com a part de la caixa DVD de la sisena temporada de Star Trek: The Next Generation als Estats Units el 3 de desembre de 2002. Una versió remasteritzada en HD es va publicar en disc òptic Blu-ray el 24 de juny de 2014.